# Les Pilleurs de sarcophages
Les Pilleurs de sarcophages est un roman historique écrit par Odile Weulersse paru en 1984, édité par Hachette Jeunesse. Il est suivi par Le Secret du papyrus (1998) et Disparition sur le Nil (2006), qui forment avec lui la « trilogie égyptienne ».

## Synopsis
L'histoire se déroule dans l'Égypte antique (en -1550). Le pays est dominé par les Hyksôs et leur roi Apopi, qui règne à Avaris. Mais, dans le sud, les pharaons de Thèbes ont entamé la reconquête de l'Égypte. Ahmôsis Ier, fils du défunt Taâ, est bien décidé à vaincre les Hyksôs pour régner sur l'ensemble du royaume. L'histoire commence dans l'île d'Éléphantine, au sud du pays. Tétiki,un jeune garçon âgé de 15 ans, est le fils de Ramose, le nomarque d'Éléphantine. Il passe son temps à explorer la campagne et à chasser en compagnie de son meilleur ami, Penou, un nain à la peau noire venu de Nubie, et Didiphor, un singe très intelligent. Un jour, tous reçoivent la visite d'émissaires hyksôs qui font du chantage auprès de Ramose : soit le nomarque leur fournit des troupes et de l'argent pour renforcer l'armée hyksôs contre Ahmôsis, soit ils forceront Tétiki à partir pour Avaris. Ramose, inquiet, accepte, mais est face à un dilemme, car il réprouve les Hyksôs et a toujours soutenu Ahmôsis. Tétiki entend les Hyksôs, dont un dénommé Antef, parler d'une source d'or abondante et fraîche que les Hyksôs vont utiliser pour financer leur armée. Penou comprend qu'il s'agit de la tombe de Taâ, le défunt pharaon, que les Hyksôs pensent piller afin d'utiliser ses trésors pour financer leur armée. Tétiki se lance alors dans une quête folle : découvrir lui-même l'emplacement de la tombe de Taâ et mettre les trésors à l'abri avant que les Hyksôs ne les trouvent. Au risque d'être lui-même accusé de pillage.

## Suites
Odile Weulersse écrit deux suites aux Pilleurs de sarcophages qui reprennent en partie les mêmes personnages : Le Secret du papyrus (1998) et Disparition sur le Nil (2006). Les trois romans sont regroupés dans une intégrale, L'Espion du pharaon, en 2006. Les personnages principaux et leurs ennemis récurrents sont approfondis. Le Secret du papyrus ajoute un autre personnage important, Rouddidite, une jeune femme qui a le même âge que Tétiki et Penou. Chaque roman fait avancer l'intrigue d'environ un an, sous le règne d'Ahmôsis Ier.

## Publications
- Hachette Jeunesse, 1984,  (ISBN 978-2-0101-4541-4)